# Dan Barry el Terremoto
Dan Barry el Terremoto fue una serie de cuadernos de aventuras creada por el guionista Leopoldo Ortiz y el dibujante José Ortiz para Editorial Maga en 1954. Tuvo un gran éxito, alcanzando los 76 números ordinarios, 3 almanaques (1955, 1956 y 1957) y un extra.

## Creación y trayectoria editorial
Originalmente, el protagonista iba a llevar el apodo de El Temerario, pero Editorial Valenciana tenía los derechos de ese nombre.
Leopoldo Ortiz abandonó la serie en su número 47, encargándose Pedro Quesada de terminarla. Excepto ese mismo número 47 y el almanaque para 1957, que fueron dibujados por Manuel Gago, José Ortiz continuó la serie hasta el número 67, en que fue sustituido por José González Igual.

## Argumento y personajes
Dan Barry, el protagonista, es un mocetón moreno, vestido siempre con una chaqueta de ante con flecos, a la manera de Daniel Boone, y tremendamente veloz en el manejo del revólver. En la primera entrega de la serie, se narra su vida hasta ese momento: En Texas, en el año 1839, unos bandidos asaltaron la diligencia en que un adolescente Dan viajaba con sus padres. Un viejo buscavidas, que pasaba por la zona, rescató a Dan, quien como único superviviente, juró venganza contra los asesinos. 
Este Bus (abreviatura de buscavidas) se inspira en el Windy de Hopalong Cassidy. Adoptó e instruyó a Dan Barry durante cinco años, hasta que dieron con el primero de los bandidos y empezaron su persecución.
Sus caballos se llaman Trueno y Huracán, respectivamente.
Pronto conocerán a nuevos acompañantes: Fernando y Mary.

## Valoración
Segunda incursión de José Ortiz en el western tras Juan Bravo y sus chicos (1953), fue una serie de planteamiento clásico y escasa profundidad, que destacaba por la modernidad de su dibujo.